# Joseph Kreutzer
Joseph Kreutzer (* 11. November 1790 in Aachen; † 16. Juni 1840 in Düsseldorf) war ein deutscher Komponist, Geiger, Kapellmeister und Gitarrist.

## Leben
Über das Leben Joseph Kreutzers ist wenig bekannt. Laut Sterbeurkunde wurde er in Aachen als Sohn des dortigen Musiklehrers Paul Kreutzer geboren. Etwa ab 1805 lebte er in Düsseldorf und spielte neben August Burgmüller eine wichtige Rolle im Musikleben der Stadt. In mehreren Quellen wird er als Konzertmeister des Theaterorchesters bezeichnet. Vermutlich war er auch der Geigenlehrer von Burgmüllers Sohn Norbert Burgmüller. Mehrfach kamen in Düsseldorf auch Werke Kreutzers zur Aufführung, etwa am 5. März 1822 ein (heute verschollenes) Flötenkonzert, gespielt von seinem Cousin Bernhard Kreutzer (1805–1856).
Joseph Kreutzer war auch maßgeblich an dem Konzert beteiligt, das Norbert Burgmüller nach seiner Rückkehr aus Kassel am 9. April 1831 in Düsseldorf veranstaltete.
Als Felix Mendelssohn Bartholdy von 1833 bis 1835 städtischer Musikdirektor in Düsseldorf war, soll Kreutzer verschiedentlich Stimmung gegen Mendelssohn gemacht haben. Das berichtet insbesondere der mit Mendelssohn befreundete Offizier Emil von Webern.
Hin und wieder trat Kreutzer aber auch gemeinsam mit Mendelssohn auf, so am 17. Juli 1834 in einem Konzert, das die Sängerin Josephine Michalesi unter der Leitung Mendelssohns gab. Der zweite Programmpunkt lautete: „Große Sopran-Arie mit Violin-Conzertant, aus der Oper Griselda von Paer, vorgetragen von Herrn Joseph Kreutzer und der Concertgeberin.“ Im selben Konzert gelangte Norbert Burgmüllers Duo für Klarinette und Klavier op. 15 zur Uraufführung.
In den letzten Jahren seines Lebens war Kreutzer schwer krank, so dass sein Vetter Friedrich Kreutzer am 19. April 1838 ein Konzert gab, dessen Ertrag für seine Genesung bestimmt war.
Von bleibendem Interesse ist Kreutzer hauptsächlich durch seine reizvollen Werke für Gitarre, wenngleich sie weitgehend der Tradition verhaftet sind. Mehrere liegen inzwischen in Neuausgaben bzw. auf CD vor. Größere Werke, darunter eine Sinfonie, erschienen nicht im Druck und sind heute verschollen.

## Werke
- Op. 1 – Quatuor brillant A-Dur für zwei Violinen, Viola und Violoncello; Bonn: Simrock, PN 1139 (1815)
- Op. 2 – Quartett D-Dur für Flöte, Violine, Viola und Violoncello, „composé et dedié à Mr. le Docteur J. Neegele“ [!], Bonn: Simrock, PN 1190
- Op. 3 Nr. 1 – Quintett g-Moll für Flöte, Violine, zwei Violen und Violoncello, „composé et dédié à Mr. le medecin et chevalier Jos. Naegele“, Bonn: Simrock, PN 1224
- Op. 3 Nr. 2 – Quintett C-Dur für Flöte, Violine, zwei Violen und Violoncello, Bonn: Simrock, PN 1650
- Op. 5 Nr. 1 – Quartett e-Moll für Flöte, Violine, Viola und Violoncello, „composé et dédié à Monsieur Joseph Hilgers“, Berlin: Simrock, PN 1890 (1822)
- Op. 5 Nr. 2 – Quartett für Flöte, Violine, Viola und Violoncello, Berlin: Simrock
- Op. 6 – Sechs Variationen für zwei Gitarren über das Lied „Wir winden dir den Jungfernkranz“ aus Webers Oper „Der Freischütz“, „dédiées à Mademoiselle Emilie Uellenberg“, Hannover: Bachmann, PN 165 (1822)
- Op. 7 – Sechs Variationen für Gitarre über die Arie „Wer ein Liebchen hat gefunden“ aus Mozarts Oper „Die Entführung aus dem Serail“, „dédiés à son Cousin Bernard Kreutzer“, Hannover: Bachmann
- Op. 8 – Zwölf Stücke für zwei Flöten und Gitarre, Hannover: Bachmann
- Op. 9 – Vier Trios (A-dur, e-Moll, D-Dur, C-Dur) für Flöte, Violine und Gitarre, Bonn: Simrock
- Op. 10 – Six Variations brillants für Gitarre über das Lied „A Schüsserl und a Reindl“ (1819)
- Op. 11 – Sechs Variationen C-Dur für Gitarre, „dédiées à Monsr. Kohl Advocat“, Bonn-Köln: Simrock, PN 1891 (1822)
- Op. 12 – Sechs Variationen für Gitarre über das Lied „God save the King“, Bonn: Simrock (1822)
- Op. 13 – Variationen für Gitarre über das Lied „Kind willst du ruhig schlafen“ aus Peter von Winters Oper „Das Opferfest“, Bonn: Simrock
- Op. 14 –  Acht Variationen A-Dur für Gitarre über ein beliebtes Tiroler Lied, Bonn-Köln: Simrock, PN 2086
- Op. 15 – Six Variations brillantes für Gitarre über ein Tiroler Lied, „dédiées à son élève Mademoiselle Guillemette Schnell“, Bonn: Simrock, PN 2610 (1824)
- Op. 16 – Grand Trio A-Dur für Gitarre, Flöte und Klarinette (oder Viola), Bonn-Köln: Simrock, PN 2408
- Op. 17 – 12 pièces amusantes für Gitarre, Bonn: Simrock (1828)
- Op. 18 – Trois Grands Duos concertans [!] für zwei Violinen, „dédiés aux Amateurs“, Hannover: Bachmann, PN 306/07 (um 1826)
- Op. 20 – Drei Streichquartette (Es-Dur, C-Dur, g-Moll), Bonn: Simrock, PN 2587 (um 1827)
- Op. 21 – Quartett F-Dur für Flöte, Violine, Viola und Violoncello, „dédié à Monsieur C. Tassau“, Bonn: Simrock, PN 2637 (1829)
- Op. 23 – Trois Rondeaux für Gitarre, Bonn: Simrock (1830) – Neuausgabe, hrsg. von Johann Gaitzsch, Genf: Philomele Editions, ca. 2001
- Op. 24 – Sechs Variationen für Gitarre, Bonn: Simrock (1831)
- Op. 25 – Variations Faciles d-Moll für Violine mit Begleitung von Violine, Viola und Violoncello (oder Klavier), „dédiés à son Cousin Fridr. Kreuzer“, Bonn: Mompour, PN 173
- Op. 27 – Trost im Leiden für Gesang und Klavier, Düsseldorf: Severin

Werke ohne Opuszahl
- Zehn Variationen A-Dur für Gitarre über das Lied „Mein Schatz ist ein Reiter“, Bonn: Simrock, PN 2833
- Zwölf Stücke für zwei Flöten und Gitarre, Hannover: Bachmann

## Diskographie (Auswahl)
- 2003 – Vier Trios op. 9, Gragnani Trio; Thorophon[7]
- 2008 – Vier Trios op. 9, Classico Terzetto Italiano; Ducale